# Gerhard Zechmeister
Gerhard Zechmeister (* 6. April 1960 in St. Pölten) ist ein österreichischer Tubist und Musikhistoriker.

## Biografie
Gerhard Zechmeister absolvierte zunächst ein Tubastudium an der Hochschule für Musik und darstellende Kunst Wien bei Leopold Kolar. Nach seinem Studium der Musikgeschichte bei Friedrich C. Heller in den Jahren 1985–1987 erlangte er mit seiner Diplomarbeit Historische, akustische und instrumententechnische Aspekte zur Verwendung der Wiener Baßtuba in der Literatur den Titel des Magister artium.
Zechmeister war dann Gründungsmitglied des OCULUS-Brass-Quintetts (1981–1988) und Initiator für die Weiterentwicklung der „Wiener Konzerttuba“ in Zusammenarbeit mit der österreichisch-tschechischen Musikinstrumentenfabrik Musica (in Steyr). Seinen Militärdienst absolvierte er bei der Gardemusik Wien (1988). Von 1994 bis 1997 wirkte er als Tubist des United Philharmonic Vienna.
Anschließend initiierte er mehrere Forschungsprojekte zur Weiterentwicklung der Tuba und anderer Wiener Ausprägungen der Blasinstrumente.
Lehrauftrag für Wiener Tuba seit 2013 am Richard Wagner-Konservatorium in Wien.

## Publikationen
- United Philharmonic Orchestra. In: Brass-Bulletin. Nr. 91 / 1995 (Bulle, Schweiz), S. 86–89.
- Vom Bombardon zur Wiener Konzerttuba – 160 Jahre Wiener Tuba im Dienste des Wiener Klangstils und der Wiener Oper. In: Brass Bulletin. Nr. 98 / II / 1997 (Bulle, Schweiz), S. 46–55 [Nachdruck in japanischer Zeitschrift Pipers, November 1997, S. 86–90].
- Die Stellung der (Contra-) Baßposaune im Wiener Klangstil. 1. Teil. In: Brass Bulletin. Nr. 102 / II / 1998 (Bulle, Schweiz); 2. Teil in: Brass Bulletin Nr. 103 / III / 1998 [Nachdruck in japanischer Zeitschrift Pipers. 1. Teil in Pipers. Nr. 207 / November 1998; 2. Teil in Pipers. Nr. 209 / Jänner 1999].
- Concerttuba. Systematisches Ansatzaufbau-, Trainings- und Kontrollprogramm für die sechsventilige Wiener Tuba / Wiener Kontrabaßposaune. (Deutsch / Englisch). Musikverlag Doblinger, Wien 1998.[2]
- Wagners Tristan-Schalmei in Vergangenheit und Gegenwart. Wien, Salzburg, München, Berlin, Hamburg, Bayreuth. In: Michael Jahn (Hrsg.): Von Martha (1847) bis Daphne (1940) (= Schriften zur Wiener Operngeschichte. 1. Veröffentlichungen des RISM-Österreich). Wien 2005, S. 173–179. ISBN 978-3854501947